# Akihito vanuatu
Akihito vanuatu är en fiskart som beskrevs av Watson, Keith och Marquet 2007. Akihito vanuatu ingår i släktet Akihito och familjen smörbultsfiskar. IUCN kategoriserar arten globalt som livskraftig. Inga underarter finns listade i Catalogue of Life.